# ヒートホーク
ヒートホーク（heat hawk）とは、アニメ『機動戦士ガンダム』などガンダムシリーズに登場する架空の武器。

## 概要
主にザクIIに装備された白兵戦用の武器。当初は対艦船および対建造物用としての装備であったが、対モビルスーツ (MS) 用の格闘兵装としても転用された。テレビアニメ『機動戦士ガンダム』第4話から登場し、ザクII S型（シャア専用ザク）がガンダムとの交戦時に使用してガンダムバズーカを切断したほか、ビームサーベルとのつば迫り合いを行った。呼称の「ヒートホーク」は第5話で言及されており、同話では赤熱化してガンダムシールドに損傷を与えているほか、第21話ではタチ機のザクIIがヒートホークによってガンダムの脇腹部に損傷を与えている。
設定面では、セラミック系高分子化合物の刃を赤熱化させて高熱を発生し、敵を切断（溶断）すると説明されている資料のほか、宇宙空間におけるコロニー建設作業用の工具が発展したものであり、高周波誘電や超音波振動によって刃を高温化している（振動剣）と説明されている資料もみられる。

## バリエーション
大型ヒート・ホーク（ザクII FS型ガルマ・ザビ専用機用）
ザクII用の通常型より質量と出力を向上させた大型タイプで、ザクII FS型ガルマ・ザビ専用機用として開発された。通常型より刃が大きくされており、先端も鋭利になっている。
ヒート・ホーク（Type-L2）
Type-L2型と呼ばれるタイプで、ザクI ランバ・ラル専用機などに装備されたとされる。技術試験のため、同じType-L2であっても構造が一部異なるものや大型ヒート・ホーク（ザクII ドズル・ザビ専用機用）のように、スケール違いのバリエーションが存在する。
大型ヒート・ホーク（ザクII ドズル・ザビ専用機用）
Type-L2型を大型化したスケール違いの派生タイプで、ザクII ドズル・ザビ専用機以外ではザクII FS型シン・マツナガ専用機などにも装備されたとされる。非常に大型化されており、取り回しは通常型よりかなり劣るが、その分だけ重量による破壊力や刃の大型化、出力の向上によって攻撃性能が大きく向上している。
大型ヒート・ホーク（リック・ドム ドズル・ザビ専用機用）
大型ヒート・ホーク（ザクIIドズル・ザビ専用機用）を元にリック・ドム ドズル・ザビ専用機用として開発された。
アクト・ザク専用大型ヒート・ホーク
アクト・ザク用として開発された大型。ザクII用から出力の向上と刃の大型化に加え、グリップの延長が図られている。
ヒート・トマホーク
ドワッジ用として開発された。ヒート・ホークの刃を両側につけることで両刃にし、取り回しと攻撃力を向上させたタイプ。
ヒート・ランサー
折り畳み機構を持つ伸縮式のロッドの先端にヒート・ホークの刃を装着して斧槍化したもの。取り回しが難しいが攻撃範囲に優れ、ドム高速実験型やイフリート（ダグ・シュナイド機）などに装備された。
ヒート・ハルバード
ドム・ノーミーデス用として開発されたヒート・ランサー系の武装。非常に大型であることから携帯性に難があり、ギャロップの推進機関を流用した後部ユニットの姿勢制御用の可動翼兼武器マウントに懸架して運用する。長いリーチと重量を活かした高威力の槍斧であるが、その大きさゆえに取り回しは非常に悪い。
ハイザック用ヒート・ホーク
ハイザック用として開発された改良型。ザクII用に比べて刃が若干大型化されている。ハイザックは2種類のビーム兵器の同時運用ができず、ビームライフルを装備に選択した場合には白兵戦用の武器としてビームサーベルを使用できないため、開発された。
指揮官用ザクIV（イリア・パゾム機）用大型ヒート・ホーク
ザクIV（イリア・パゾム専用機）用の大型で、ヒート・アックスとも呼ばれる。MSの身の丈サイズほどの大型化によって質量と出力を向上させ、一撃の威力を強化した。初期のヒート・ホークと比べて再設計されたことからエネルギー効率に優れ、ヒート兵器はビームサーベルと比べてエネルギー効率に優れるために長時間での継戦能力に優れるといった理由で採用されている。
2連ビームサーベル付き大型ヒート・ホーク
ザクIV用として開発された大型ヒート・ホーク。2連ビームサーベルが付けられており、従来のヒート・ホークと比べてエネルギー効率やプラズマ出力が大きく向上している。
トメノスケ・ヒート・ホーク
『機動戦士Gundam GQuuuuuuX』において、ポメラニアンズ（カネバン有限公司）のザクやジークアクスが装備。軍用ザクのヒート・ホークを模して製造された民生コピー品で、コピー元とは細部のデザインが異なる。
名前の由来は、映画『ブレードランナー』のレプリカモデルガンで知られる留之助商店から。

## 宇宙世紀以外でのヒートホーク
アフターウォーを舞台にしたテレビアニメ『機動新世紀ガンダムX』では、旧革命軍の機体であるジェニスの装備としてヒートホークが存在する。

## グッズ化
2007年発売の「一番くじ 機動戦士ガンダム ～栄光のジオン公国編～」では、ヒートホーク型卓上ブラシ「ヒートホーキ賞」が景品の一つとなっている。
また、2020年には、ヒートホークをモチーフとしたペーパーナイフがBANDAI SPIRITSやサンスター文具から発売されている。